# Inga interrupta
Inga interrupta är en ärtväxtart som beskrevs av L.Cardenas och De Martino. Inga interrupta ingår i släktet Inga och familjen ärtväxter. Inga underarter finns listade i Catalogue of Life.